# Bataille du delta du Nil
Invasion de l'Égypte par les Peuples de la mer
La bataille du delta du Nil, qui a eu lieu vers 1180 av. J.-C., au début du règne de Ramsès III est la deuxième bataille navale de l'histoire connue à ce jour, après celle ayant opposé les Hittites et les autochtones chypriotes à Chypre en 1210. Elle se solde par une victoire égyptienne sur les Peuples de la mer.

## Historique
Dans les premières années de son règne, Ramsès III doit faire face à une invasion de peuples indo-Européens connus sous le nom générique de « Peuples de la mer », comprenant des Péleset, des Tjeker, des Sicules, des Dananéens (Grecs), des Shardanes et des Ouashasha. 
Le mouvement des Peuples de la mer avait atteint les plaines de l'Amurru, au nord de la région phénicienne. Voyageant par bateaux ou par terre, hommes, femmes et enfants des tribus se déplaçaient avec tous leurs biens, transportés dans de lourds chariots. Après un long périple en provenance du nord, ils s'approchaient dangereusement de la ligne de défense organisée par le pharaon, à la hauteur des villes phéniciennes.
Pour Ramsès III, l'heure est critique, d'autant plus qu'il faut arrêter le mouvement des étrangers à la fois sur terre et sur mer. Suivant la situation de près, il mobilise toutes les forces disponibles, sans négliger le maximum d'embarcations pouvant servir à transporter des soldats. Il semble bien que le mouvement terrestre des Peuples de la mer franchit la ligne de défense en Palestine et c'est plus au sud que les troupes pharaoniques arrêtent les étrangers.
Si nous ne connaissons pratiquement rien de la victoire terrestre de Ramsès III, nous en savons davantage sur la tactique utilisée pour sa fameuse bataille navale. En fait, Pharaon pouvait compter sur une donnée technique précise : les navires des Peuples de la mer n'utilisaient que la voile pour se déplacer. Leur invasion par le delta, empruntant l'un des bras du Nil, s'avérait donc une opération à haut risque puisque leurs navires étaient peu manœuvrables, surtout que ceux des Égyptiens étaient en mesure de se déplacer à volonté, grâce à leur équipe de rameurs.
La bataille a lieu quelque part au nord de la capitale Pi-Ramsès, sur le bras pélusiaque du Nil. Si l'on suit les détails gravés sur les murs du temple de Médinet Habou, il est clair que les combats furent très acharnés. Sur l'eau, à la manière des Romains, des fantassins égyptiens s'en prennent à l'ennemi à partir du pont de leurs navires. Utilisant leur épée, leurs javelots et leurs arcs, ils déciment l'adversaire. Graduellement, les bateaux Péleset et autres sont repoussés vers les rives, où les attendent des archers qui font pleuvoir sur eux leurs flèches meurtrières. La victoire égyptienne est impressionnante et illustre le génie militaire de Ramsès III, du moins sur le plan défensif.